# Juraj Lenković
Juraj Lenković   (Otočec, kraj Novog Mesta, ? – Ljubljana, 8. lipnja 1601.), general Hrvatske krajine i zemaljski poglavar Kranjske; sin Ivana Lenkovića.

## Životopis
Godine 1578. postao je senjski kapetan. 1592. je postao zemaljski poglavar Kranjske, a godinu kasnije i general Hrvatske krajine. Za vrijeme Dugog rata osvojio je utvrde Hrastovicu, Goru i 1594. Petrinju. Godinu dana kasnije brani Petrinju gdje Osmanlijama nanosi velike gubitke. S oko 10.000 vojnika, 5. studenog 1595. prodire sve do Bihaća, odakle se ubrzo, s oko 1200 kršćana, povlači u Karlovac. Sredinom 1596., s oko 1000 vojnika iz Hrvatske krajine i Kranjske te uskocima i dobrovoljacima iz Dalmacije, priskočio je u pomoć opsjednutomu Klisu. 
Unatoč porazu od mnogobrojnijih osmanskih snaga, uspijeva se povući u klišku tvrđavu. Pri pokušaju povlačenja sukobljava se ponovno s Turcima biva poražen, pa se uskoro i kliška posada predala. Godine 1596. se ističe u borbama kraj Kostajnice i u Slavoniji. Umro je 8. lipnja 1601., a pokopan je u crkvi sv. Jakova u Ljubljani.

## Vanjske poveznice
- Lenković, Juraj Hrvatska enciklopedija